# Łapino Kartuskie (przystanek kolejowy)
Łapino Kartuskie – nieczynny przystanek osobowy (dawniej stacja kolejowa) w Łapinie, w województwie pomorskim, w Polsce. Znajduje się na trasie linii nr 229 - Pruszcz Gdański - Łeba.  Stacja posiadała 3 tory z czego został zachowany jeden przelotowy. Posiadała także 2 bocznice, z czego zachowała się tylko jedna (papiernia/Morpak).